# Yohuajca
Yohuajca är en ort i Mexiko.   Den ligger i kommunen Coyomeapan och delstaten Puebla, i den sydöstra delen av landet, 250 km sydost om huvudstaden Mexico City. Yohuajca ligger 1 988 meter över havet och antalet invånare är 196.
Terrängen runt Yohuajca är kuperad åt nordost, men åt sydväst är den bergig. Runt Yohuajca är det ganska tätbefolkat, med 60 invånare per kvadratkilometer. Närmaste större samhälle är San Gabriel Casa Blanca, 15,2 km sydväst om Yohuajca. I omgivningarna runt Yohuajca växer huvudsakligen savannskog.